# Тань Мяо
Тань Мяо (кит. 谭淼, пін. Tán Miǎo, 5 січня 1987) — китайська плавчиня, олімпійська медалістка.

## Виступи на Олімпіадах
| Олімпіада  | Дисципліна                            | Місце |
| ---------- | ------------------------------------- | ----- |
| Пекін 2008 | плавання на 400 метрів вільним стилем | 22    |
| Пекін 2008 | естафета 4 × 200 вільним стилем       | 2     |